# サナガ川

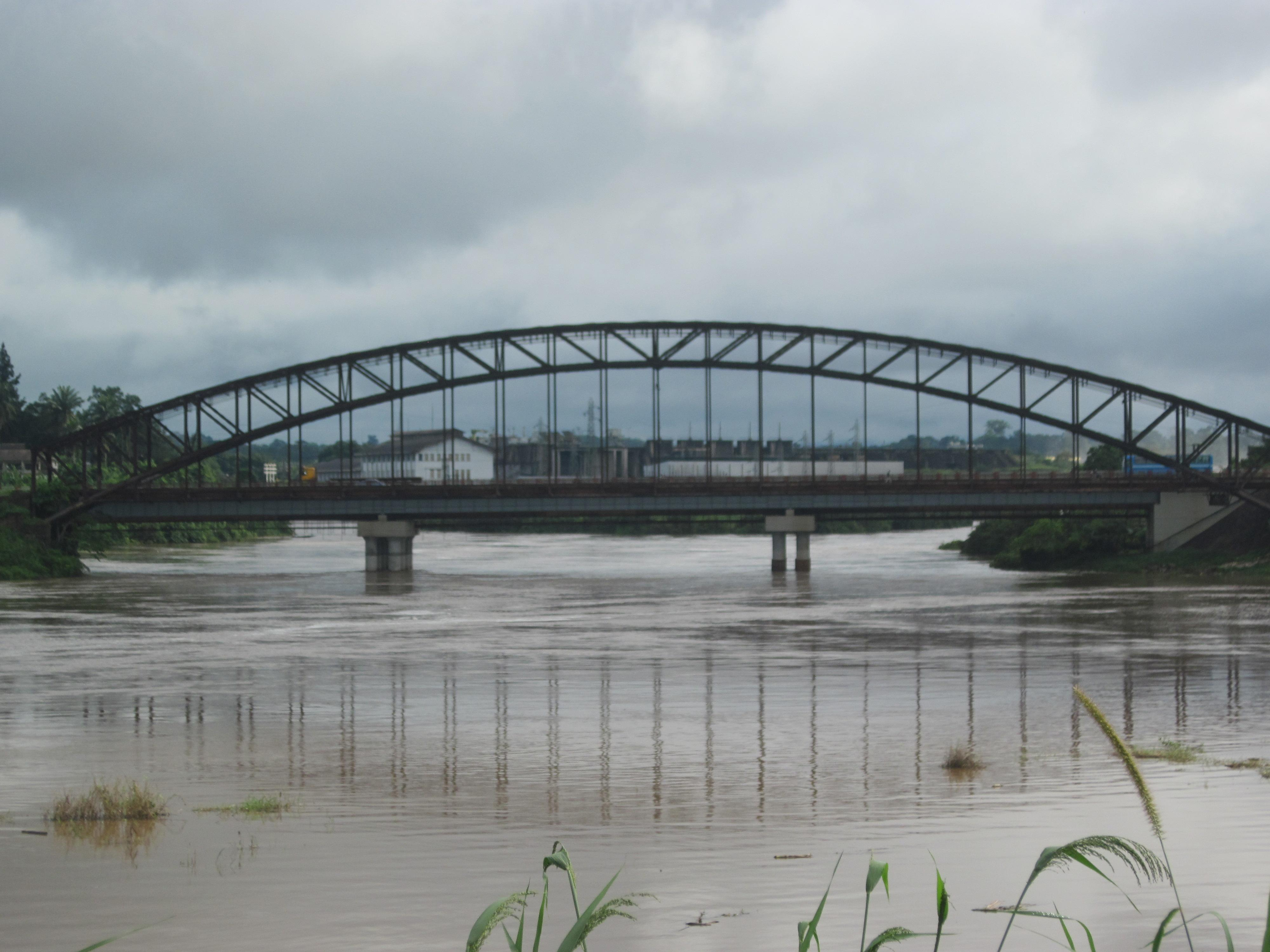
エデア橋

サナガ川（Sanaga River）は、カメルーンの河川。全長890km。ウォリ川と並ぶ主要河川となっている。
カメルーン国内のみを流れる河川としては、もっとも長い河川である。

## 概要
サナガ川の源流はアダマワ高地に端を発し、国土の中央部に位置するムバカウ湖に流入した後、湖の南端から南へと流れ出す。その後西へと向きを変え、アダマワ州から東部州、中央州を流れる。ここでアダマワ高地西部や西部州から流れてきたムバム川を合わせ、リトラル州のエデアを通ってドゥアラの南方でギニア湾へと注ぎ込む。
サナガ川は上流がサバナ気候に属するため、雨季と乾季で流量がやや変化するが、下流全域が熱帯雨林気候に属するため、流量は多い。しかし流域の高低差が激しいため急流が多く、船の航行は不可能である。そのかわり、流量が多く急流が多いためエネルギー源として開発され、下流のエデアにはダムが作られ、水力発電が行われている。